# Club de Fútbol Illueca
El Club de Fútbol Illueca es un club de fútbol español, de la localidad de Illueca en Zaragoza, Aragón. Fue fundado en 1935, y actualmente compite en la Regional Preferente de Aragón.

## Historia
Con más de ochenta años de existencia, el club ha tenido varias épocas de esplendor dentro del fútbol regional aragonés, sin llegar a sobrepasar esa dimensión. Así, durante mediados de los ochenta debutó en la Tercera División de España, permaneciendo en ella hasta el final de esta década. Volvería a las categorías regionales durante seis temporadas, sin abandonar la Regional Preferente de Aragón, para poder competir de nuevo en la categoría de bronce española para la temporada 1995-96, división en la cual permanecería cinco temporadas, etapa de mayor estabilidad en la misma. 
De nuevo, desde el 2000, encadenaría otro sexenio en la Preferente aragonesa, para volver por solo dos temporadas a Tercera, en 2006, abandonándola en 2008. Otros cinco años después, para 2013, retornaría a la Tercera División, en la que compite a día de hoy.
El 17 de diciembre de 2019, el Club de Fútbol Illueca debutaría en la Copa del Rey en su CXVI edición, contra un histórico del fútbol español, el Real Club Deportivo de La Coruña, que enfrentaría a ambos equipos en la primera ronda de la competición, en un partido que acabaría con el resultado de cero a dos en el luminoso del Papa Luna. Una sufrida victoria para los gallegos y un partido memorable en el que los del Aranda aguantarían hasta el minuto 85 con la portería imbatida, dominando incluso el partido en muchas fases.

## Uniforme
- Uniforme titular: Camiseta rojiblanca, pantalón negro y medias negras.
- Uniforme alternativo: Camiseta negra y verde

## Jugadores
Actualmente, el club dispone de una estructura de fútbol base para la formación de los jugadores desde la categoría de alevines, además de un equipo sénior femenino que compite en territorial.

## Entrenadores

### Cronología de los entrenadores
- 1998-1999: Emilio Larraz.
- 2024 : José Antonio Cascante

## Datos del club
- Temporadas en Tercera División / Tercera Federación: 17.
- Mejor puesto en Tercera División / Tercera Federación: 2.º (temporadas 2018-19).
- Peor puesto en Tercera División / Tercera Federación: 19.º (temporada 2007-08).
- Participaciones en la Copa del Rey: 1.
- Mejor puesto en Copa del Rey: 1ª ronda (en la 2019-20).

## Palmarés

### Campeonatos nacionales
- Subcampeón de la Tercera División de España (1): 2018-19 (Grupo 17).

### Campeonatos regionales
- Regional Preferente de Aragón (1): 1994-95 (Grupo 1).
- Primera Regional de Aragón (2): 1974-75, 1976-77.
- Segunda Regional Preferente de Aragón (1): 1972-73.
- Subcampeón de la Regional Preferente de Aragón (2): 1993-94 (Grupo 1), 2012-13 (Grupo 2).

### Trofeos amistosos
- Memorial Pedro Sancho: 2021.